# 布達佩斯市旗
布達佩斯市旗（匈牙利語：Budapest zászlaja）是布達佩斯的市旗。這面旗幟為白底，中央有布達佩斯市徽。旗幟上方和下方有紅色及綠色的等腰三角形圖案。布達佩斯市旗啟用於2011年9月15日。 